# 瑪麗亞·梅塞德斯 (波旁-兩西西里)
瑪麗亞·瑪塞迪斯·克里絲蒂娜·珍娜·伊莎貝爾·路易莎·維多利亞（西班牙語：María de las Mercedes Cristina Genara Isabel Luisa Carolina Victoria y Todos los Santos，1910年12月23日—2000年1月2日），巴塞羅那伯爵胡安亲王的遠房堂姐及夫人。她的丈夫胡安亲王虽是西班牙的王位继承人，但生前未能继位，逝世后追封為胡安三世。因此，瑪利亞·瑪塞迪斯未能成为西班牙王后。西班牙在二戰期間的獨裁者佛朗哥時代之後的第一位國王，胡安·卡洛斯一世，是其長子。因并非先王遗孀，她也没有因为丧夫获得太后称号，仍随其夫生前封爵称巴塞罗那伯爵夫人。

## 逝世
她在蘭薩羅特島拉馬雷塔皇家住所死於心臟病，當時王室成員聚集在那裡慶祝新年。瑪麗亞以王后的榮譽被安葬在馬德里附近的聖洛倫索德埃斯科里亚尔修道院的皇家地穴。

## 頭銜
- 兩西西里公主瑪利亞·瑪塞迪斯
- 西班牙王妃瑪利亞·瑪塞迪斯
- 巴塞羅那伯爵夫人